# Manatuto
Manatuto – miasto w Timorze Wschodnim, stolica administracyjna dystryktu Manatuto, położone 87 km na Manatuto od stolicy kraju Dili. Miasto zamieszkuje 12 tys. osób.